# Graeco-Buddhismus

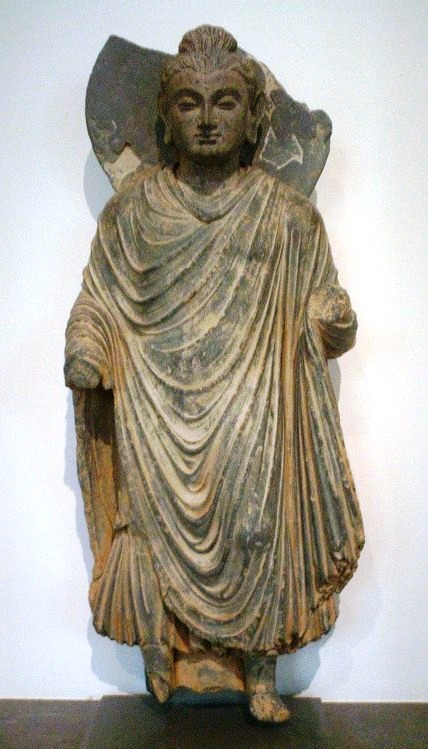
Statue des Buddha im graeco-buddhistischen Stil aus Gandhara (heutiges Pakistan). Etwa 1. bis 2. Jahrhundert n. Chr. (Museum Guimet, Paris).

Der Graeco-Buddhismus ist das Ergebnis eines kulturellen Synkretismus zwischen der klassischen griechischen Kultur und dem Buddhismus, der sich über einen Zeitraum von 800 Jahren in dem Landstrich, der heute Afghanistan und Pakistan umfasst, entwickelte. Die griechische Philosophie beeinflusste dabei die Entwicklung des Mahayana-Buddhismus, der sich ab dem 5. Jahrhundert in das Kaiserreich China, nach Korea und Japan verbreitete, wo er großen Einfluss auf Kunst und Kultur ausübte. Eins der ikonischen Beispiele für diese hellenistische Variante des Buddhismus ist ein faszinierendes Monument aus Afghanistan, welches Buddha beschützt von dem griechischen Heros Herakles und der griechischen Göttin Tyche darstellt.

## Geschichte
Die Interaktion zwischen Hellenismus und Buddhismus begann, als Alexander der Große ab 334 v. Chr. seinen Asienfeldzug aufnahm und es zu Kontakt mit Baktrien und Gandhara, im heutigen Afghanistan, kam, welche damals noch nicht, aber später mehrheitlich buddhistisch geprägt waren. Alexander gründete eine Reihe von Städten in den eroberten Ländern, wodurch der intensive kulturelle Austausch und Handel begründet wurde.
Nach Alexanders Tod im Jahr 323 v. Chr. gründeten seine Generäle aus dem Alexanderreich eigene Königreiche, darunter Seleukos I., der das Seleukidenreich errichtete, das anfangs die Ausdehnung bis nach Indien beibehielt. Später brach der östliche Teil des Seleukidenreichs – Baktrien – als graeco-baktrisches Königreich weg (3. bis 2. Jahrhundert v. Chr.), dem das indo-griechische Königreich (2. bis 1. Jahrhundert v. Chr.) und schließlich das Kaiserreich Kuschan (1. Jahrhundert v. Chr. bis 3. Jahrhundert) folgten.
Ashoka, Kaiser von Indien (vereinigtes Altindien – 2. Jahrhundert v. Chr., Maurya-Reich) brachte eine griechische Übersetzung des buddhistischen Kanon in Umlauf, indem er Lehrer zu den griechisch geprägten Regionen im heutigen Afghanistan sandte. Es gibt einige gute Argumente für eine gegenseitige Beeinflussung von griechischer Philosophie und Buddhismus (siehe Philosophie der Alexandrinischen Schule).
Diese Fusion griechischer und buddhistischer Kultur wird lebhaft veranschaulicht durch die vielen Statuen der reichen graeco-buddhistischen Kunst aus kreativen Zentren wie Gandhara oder Baktrien, die die Mischung aus griechischen und buddhistischen Einflüssen widerspiegeln. Sie währte über mehrere Jahrhunderte, bis sie im 5. Jahrhundert mit der Invasion der iranischen Hunnen und schließlich im 7./8. Jahrhundert von der islamischen Eroberung vernichtet wurde.

## Einflüsse

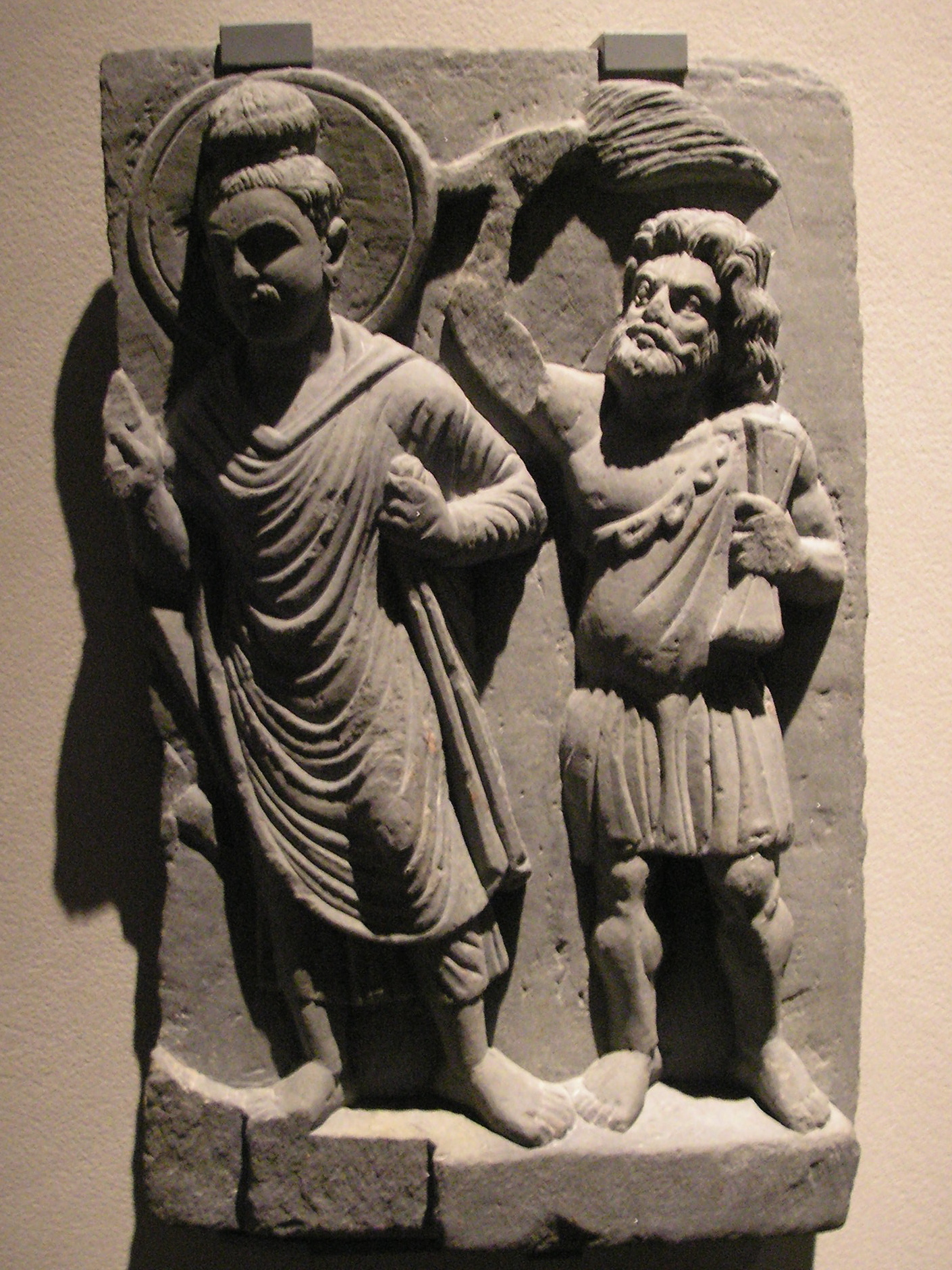
Buddha und Vajrapāni (Gandhara, 1. Jahrhundert, Museum für Asiatische Kunst, Berlin-Dahlem)

Das Bild Buddhas im Mahayana-Buddhismus ist ein Beispiel graeco-buddhistischer Fusion mit seiner der griechisch-römischen Toga ähnlichen wallenden Robe, die beide Schultern bedeckt, mediterran gelocktem Haar und dem Apollon ähnlichen, weichen und mitleidigen Gesichtsausdruck, alles im strengen künstlerischen Realismus der griechischen Kunst.